# Native Language Support
Native Language Support (abgekürzt NLS) hilft Anwendungsprogramme an die lokalen Bedürfnisse von Benutzern anzupassen. NLS identifiziert die eingestellte Sprache des Benutzers und leitet daraus die entsprechend in der Applikation verwendete Sprache, die Zeit- und Datumsformate, sowie andere für eine bestimmte Sprache spezifizierte Einstellungen ab.